# Franz Wengenmayer
Franz-Xaver Wengenmayer (* 14. März 1926; † 19. Oktober 2021) war ein deutscher Fußballschiedsrichter.

## Leben
Wengenmayer trat im Mai 1948 der Schiedsrichterabteilung des FC Bayern München bei. Zwischen 1965 und 1973 leitete der Münchner 58 Spiele der Fußball-Bundesliga.
Er leitete auch Spiele der europäischen Vereinswettbewerbe und Länderspiele. Am 26. Mai 1972 pfiff er das Freundschaftsspiel der deutschen Nationalmannschaft gegen die Sowjetunion, mit dem das Münchner Olympiastadion eingeweiht wurde.
Nach dem Ende seiner aktiven Zeit blieb er dem Schiedsrichterwesen verbunden. Von 1974 bis 2006 war er Mitglied des Schiedsrichterausschusses der Schiedsrichtergruppe München.

## Auszeichnungen
- Verbands-Verdienstnadel in Silber  des Bayerischen Fußball-Verbandes 2005
- DFB-Verdienstnadel in Silber.

„Wengenmayer gehört zu den herausragenden Figuren im bayerischen Schiedsrichterwesen.“

## Weblink
- Einsätze bei Weltfussball.de